# Rodriguesophis
Rodriguesophis – rodzaj węży z podrodziny Dipsadinae w rodzinie połozowatych (Colubridae).

## Zasięg występowania
Rodzaj obejmuje gatunki występujące endemicznie w Brazylii. 

## Systematyka

### Etymologia
Rodriguesophis: Miguel Trefaut Rodrigues (ur. 1953), brazylijski herpetolog; οφις ophis, οφεως opheōs „wąż”.

### Podział systematyczny
Do rodzaju należą następujące gatunki:
- Rodriguesophis chui (Rodrigues(inne języki), 1993)
- Rodriguesophis iglesiasi (Gomes, 1915)
- Rodriguesophis scriptorcibatus (Rodrigues, 1993)